# Talunrejo
Talunrejo is een bestuurslaag in het regentschap Lamongan van de provincie Oost-Java, Indonesië. Talunrejo telt 2802 inwoners (volkstelling 2010).